# Incident de mars

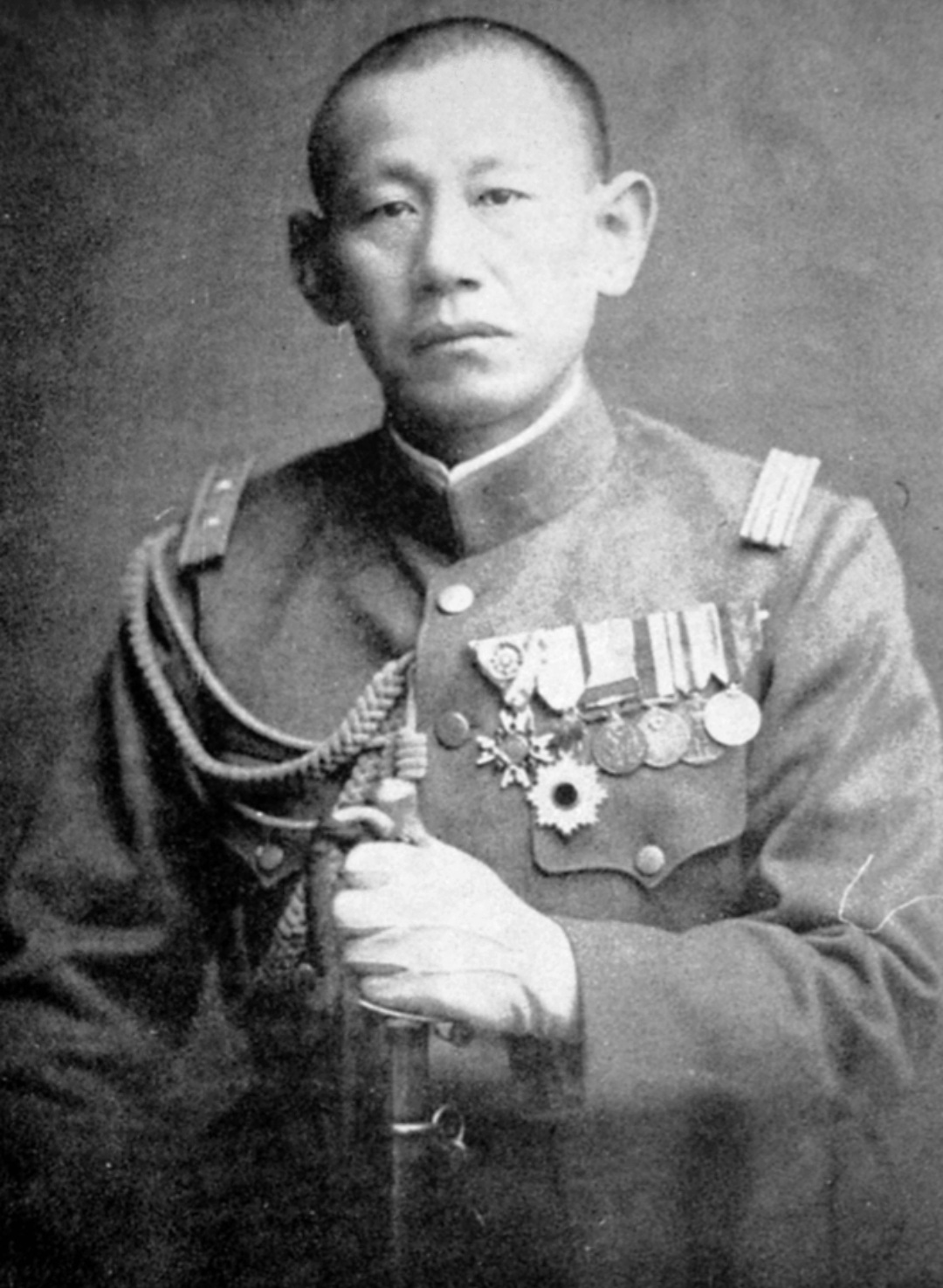
Le lieutenant-colonel Hashimoto, meneur de l'incident de mars.

L'incident de mars (三月事件, Sangatsu Jiken) est une tentative de coup d'État qui s'est déroulée au Japon en mars 1931 Il fut provoqué par la société secrète extrémiste Sakurakai de l'armée impériale japonaise, aidée par des groupes civils ultra-nationalistes.

## Contexte et histoire
L'origine de l'incident de mars de 1931 peut remonter à l'automne 1930, avec la fondation du Sakurakai (Société des fleurs de cerisier) par le lieutenant-colonel Hashimoto Kingoro et le capitaine Chō Isamu. La fleur de cerisier était le symbole du dévouement, et était employé par l'armée pour symboliser la vie éphémère d'un soldat. Le but avéré du Sakurakai était une réforme politique avec l'élimination du système des partis politiques corrompus et l'établissement d'un gouvernement socialiste totalitaire dirigé par les militaires. Le nouveau gouvernement débarrasserait le pays de la politique corrompue, de la distribution inégale des richesses dans les zaibatsu et la morale prétendument décadente et corrompue du Japon.
Après les tentatives d'assassinat du premier ministre Osachi Hamaguchi, du prince Saionji Kinmochi (le dernier genrō) et de Nobuaki Makino, le gardien du sceau privé du Japon, le général Kazushige Ugaki fut envisagé au poste de premier ministre. Cependant, il fut plus tard décidé que nommer un civil serait mieux pour le bien du Japon. Ce changement a exaspéré les partisans du militarisme de l'armée impériale japonaise, et plusieurs généraux ont rencontré Hashimoto et son Sakurakai pour préparer des coups d'État afin d'introduire Ugaki dans le gouvernement.
Le plan de Hashimoto comportait trois phases : 
1. Des émeutes importantes seraient incitées à Tokyo, ce qui forcerait le gouvernement à rappeler des troupes et à proclamer la loi martiale.
2. L'armée impériale japonaise exécuterait un coup d'État et s'emparerait du pouvoir.
3. Un nouveau Cabinet serait formé sous la direction du ministre de la Guerre d'alors, le général Kazushige Ugaki.

Le projet fut appuyé par Yoshichika Tokugawa, un membre d'extrême-droite de la chambre des pairs, fils du dernier daimyo de Nagoya, fondateur du musée d'art Tokugawa et cousin de l'empereur Showa, qui donna 200 000 yens.
Des organismes civils ultra-nationalistes, menés par Kamei Kanichiro et Shūmei Ōkawa, ont fomenté une émeute à proximité du bâtiment de la Diète du Japon à Tokyo en février 1931. Cependant, en raison de difficultés de logistique, l'agitation n'a pas attiré assez de personnes, et l'émeute espérée ne s'est pas produite. Hashimoto a rencontré Okawa, qui a écrit à Ugaki le 3 mars 1931, pour lui expliquer la situation, exiger un rappel des troupes et que le général entre en action. Ugaki, indécis au début, a changé d'avis après avoir vu l'échec de l'émeute en février et a refusé de coopérer. Ugaki avait espoir de devenir le chef du parti politique du Rikken Minseito, et avait ainsi la possibilité de devenir premier ministre légalement, plutôt que par un coup d'État. Il est également probable qu'Ugaki ait prévu qu'une dictature militaire aliénerait les puissants appuis de l'élite japonaise (bureaucrates, nobles de la Cour, industriels des zaibatsu, etc.) desquels il aurait besoin en cas de guerre totale.
Les conspirateurs ont réessayé de provoquer une autre émeute le 17 mars 1931 (deux jours avant le coup d'État prévu), mais encore une fois les 10 000 émeutiers ne se sont pas présentés, et les meneurs abandonnèrent leur projet.

## Conséquences
Ugaki est intervenu pour étouffer l'affaire, et s'est assuré que les conspirateurs ne reçoivent que des peines légères. Ceci a eu comme résultat final d'encourager les tentatives des militaires pour s'immiscer dans la politique, et a également entaché la candidature d'Ugaki pour le poste de premier ministre. Sans se laisser décourager par son échec, Hashimoto a encore essayé de renverser le gouvernement sept mois plus tard lors de l'incident des couleurs impériales en octobre 1931.